# Lubricante seco
Los lubricantes secos o lubricantes sólidos son materiales que a pesar de que se encuentran en fase sólida, son capaces de reducir la fricción entre dos superficies que se deslizan entre sí, sin necesidad de contar con un medio líquido. 

## Características
Este tipo de lubricantes, que comprenden materiales tales como el grafito, el nitruro de boro hexagonal, el disulfuro de molibdeno y el disulfuro de tungsteno son también capaces de brindar lubricación a temperaturas superiores a las que pueden operar los líquidos y lubricantes basados en aceites. Estos materiales pueden ser utilizados hasta temperaturas de 350 °C en medios oxidantes y aún más elevadas en medios reductores o no-oxidantes (el disulfuro de molibdeno hasta 1100 °C). Sus propiedades de lubricación se atribuyen a sus estructuras en formas de láminas a nivel molecular con fuerzas de unión débiles entre las láminas. Sus láminas son capaces de deslizarse unas sobre otras con muy pequeñas fuerzas de tracción, lo que les confiere las propiedades de baja fricción.
Los lubricantes sólidos más utilizados son:
- Grafito - Uso en compresores de aire, industria alimenticia, uniones de vías de ferrocarril, engranajes abiertos, trabajos en centros de maquinado de metales, etc.
- Disulfuro de molibdeno - Uso en vehículos espaciales.
- Nitruro de boro hexagonal - Uso en vehículos espaciales. También llamado "grafito blanco".